# Cleveland Browns 1960
La stagione 1960 dei Cleveland Browns è stata la 11ª della franchigia nella National Football League, la 15ª complessiva. La squadra terminò seconda nella NFL Eastern con un record di 8-3-1, qualificandosi per l'inauguale Playoff Bowl dove fu sconfitta dai Detroit Lions.

## Calendario
| Stagione regolare |              |                        |                    |                    |                    |
| Turno             | Data         | Avversario             | Risultato          | Record             | Pubblico           |
| 1                 | 25 settembre | at Philadelphia Eagles | V 41–24            | 1–0                | 56,303             |
| 2                 | 2 ottobre    | Pittsburgh Steelers    | V 28–20            | 2–0                | 67,692             |
| 3                 | 9 ottobre    | Settimana di pausa     | Settimana di pausa | Settimana di pausa | Settimana di pausa |
| 4                 | 16 ottobre   | at Dallas Cowboys      | V 48–7             | 3–0                | 28,500             |
| 5                 | 23 ottobre   | Philadelphia Eagles    | S 29–31            | 3–1                | 64,850             |
| 6                 | 30 ottobre   | at Washington Redskins | V 31–10            | 4–1                | 32,086             |
| 7                 | 6 novembre   | New York Giants        | S 13–17            | 4–2                | 82,872             |
| 8                 | 13 novembre  | St. Louis Cardinals    | V 28–27            | 5–2                | 49,192             |
| 9                 | 20 novembre  | at Pittsburgh Steelers | S 10–14            | 5–3                | 35,215             |
| 10                | 27 novembre  | at St. Louis Cardinals | P 17–17            | 5–3–1              | 26,146             |
| 11                | 4 dicembre   | Washington Redskins    | V 27–16            | 6–3–1              | 35,211             |
| 12                | 11 dicembre  | Chicago Bears          | V 42–0             | 7–3–1              | 38,155             |
| 13                | 18 dicembre  | at New York Giants     | V 48–34            | 8–3–1              | 56,517             |

## Classifiche
| NFL Eastern Conference |    |   |   |      |       |     |     |     |
|                        | V  | S | P | %    | CONF  | PF  | PS  | STR |
| Philadelphia Eagles    | 10 | 2 | 0 | .833 | 8–2   | 321 | 246 | V1  |
| Cleveland Browns       | 8  | 3 | 1 | .727 | 6–3–1 | 362 | 217 | V3  |
| New York Giants        | 6  | 4 | 2 | .600 | 5–4–1 | 271 | 261 | S1  |
| St. Louis Cardinals    | 6  | 5 | 1 | .545 | 4–5–1 | 288 | 230 | V1  |
| Pittsburgh Steelers    | 5  | 6 | 1 | .455 | 4–5–1 | 240 | 275 | S1  |
| Washington Redskins    | 1  | 9 | 2 | .100 | 0–8–2 | 178 | 309 | S8  |

Note: I pareggi non venivano conteggiati ai fini della classifica fino al 1972.